# Provaznické výrobky
Provaznické výrobky jsou délkové textilie vzniklé provázáním nití, niťových pramenů nebo pásků do podélného směru.  
Norma ČSN EN ISO 1968 (808510) rozlišuje u provaznické výroby: 
- motouzy,
- šňůry a
- ostatní výrobky (např. duše do drátěných lan, těsnicí provazce, ochranné pásy atd).

Provazy s průměrem větším než 6 mm se podle této normy zařazují odděleně od provaznických výrobků, do skupiny textilních lan.

## Materiál
K výrobě jsou vhodné zejména příze z konopí, lnu, sisalu a z umělých vláken zejména polypropylen, polyester a polyamidový filament.

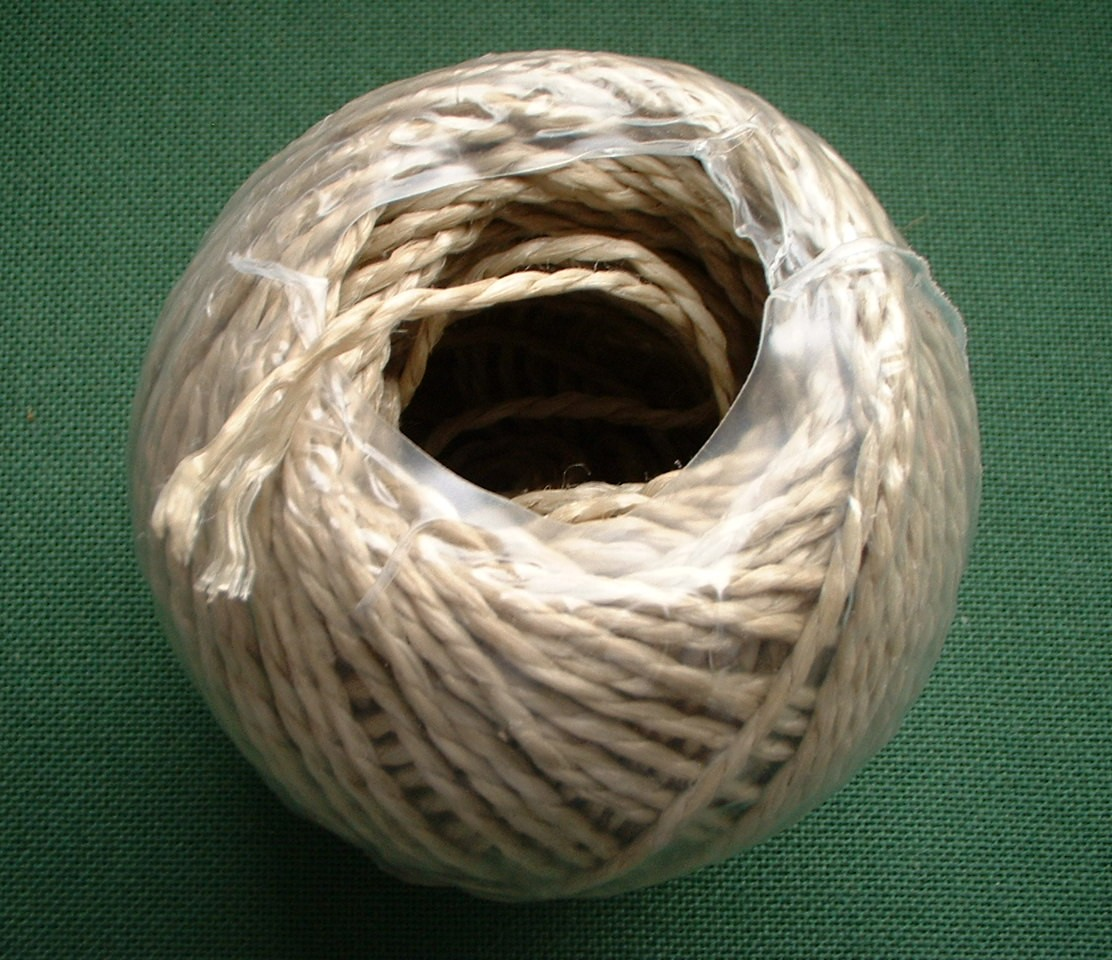
Motouz z polypropylenových pásků: skaný ze dvou pramínků, každý z 20 polypropylenových pásků.

## Motouz

### Materiál motouzů
Motouzy se vyrábí nejčastěji:
- z konopných nití,
- z polypropylenových nebo
- papírových pásků [4]

### Skaní motouzů
- Příze na konopné motouzy jsou dvojmo až čtyřmo skané v celkové jemnosti 800–4500 tex, klubka váží 200–1000 g.
- Polypropylenové pásky mívají jemnost do 2000 tex,
- papírové do 6000 tex.[5]

### Použití motouzů
Všechny druhy motouzů se používají především k balení.

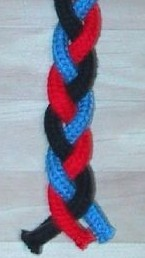
Ozdobná šňůra splétaná ze tří pramínků.

## Šňůra

### Výroba šňůr
Šňůry se vyrábí
- stáčením,
- splétáním nebo
- oplétáním jádra.

Průměr šňůr bývá maximálně 10 mm.

### Stáčená šňůra

#### Materiály stáčených šňůr
Stáčená šňůra se zhotovuje v jednom nebo více výrobních stupních:
- z motouzů,
- z nití z přírodních nebo chemických vláken,

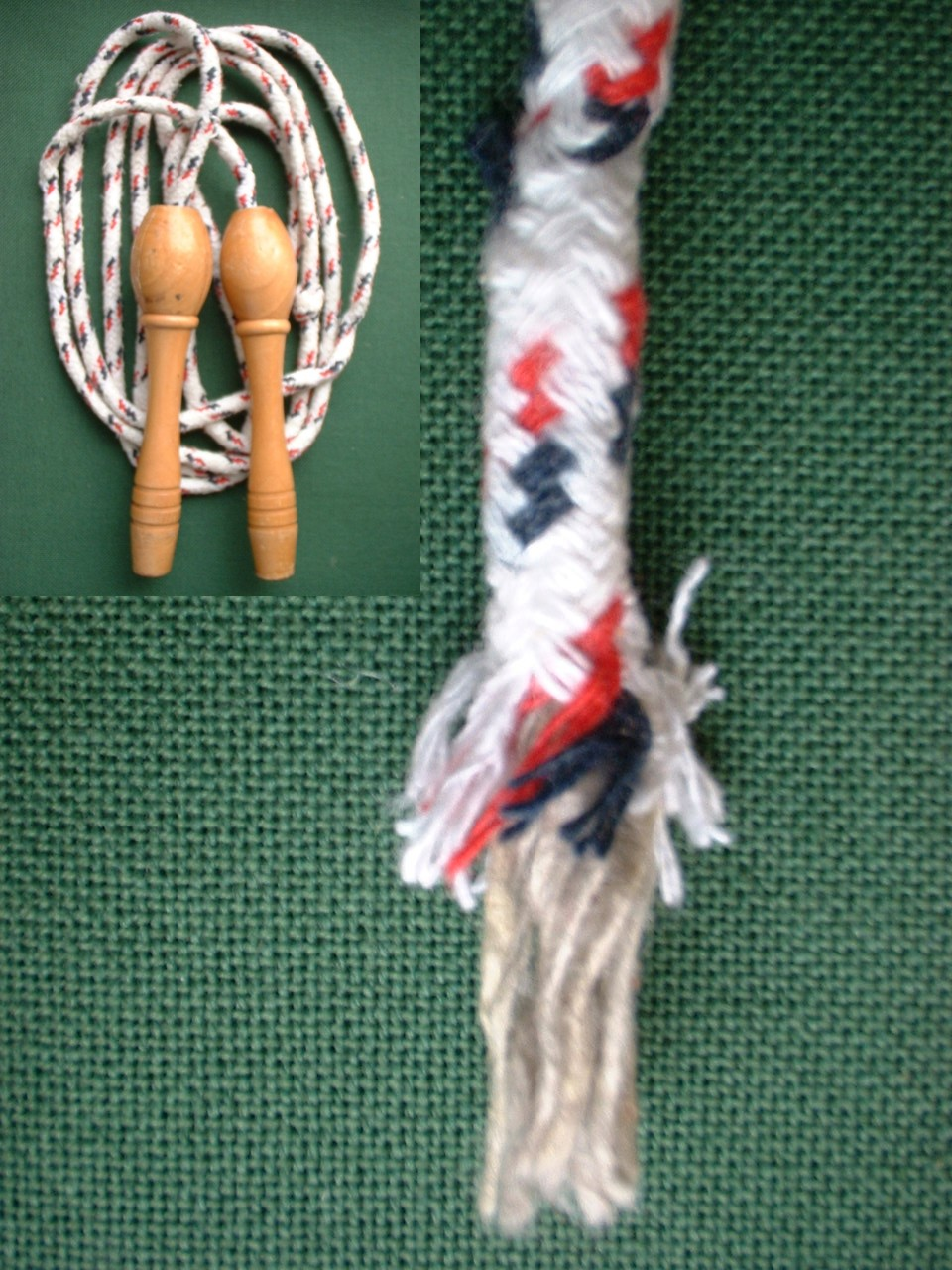
„Vnitřnosti“ dětského švihadla ze šňůry s oplétaným jádrem: jádro šňůry z 24 konopných nití opletené 8 pramínky (4 bílé, 2 modré a 2 červené), každý ze čtyř bavlněných nití

- z vlasců nebo
- z pásků.

#### Stáčení šňůr
Při stáčení se ovíjí 3–4 prameny (z konopné příze nebo z polyamidového filamentu) v jedné nebo dvou vrstvách kolem jádra z jedné nebo několika nití uložených rovnoběžně ve směru podélné osy šňůry.
Ke stáčení se používají skací a vícevřetenové splétací stroje. 

#### Použití stáčených šňůr
Výrobky se používají např. v čalounictví, stavebnictví nebo k vázání knih.

### Splétaná šňůra

#### Splétání šňůr
Splétaná šňůra má kruhový průřez, niti z přírodních nebo umělých vláken (resp. niťové pramínky nebo pásky) jsou diagonálně provázané. Vazba může zaplňovat i dutou část šňůry. 
Šňůry s průměrem 2–3 mm se splétají také s dutinou bez jádra.

### Šňůra s oplétaným jádrem

#### Oplétání jader šňůr
Šňůra s oplétaným jádrem má také kruhový průřez. Podélné niti jádra jsou opleteny diagonálně provázaným pláštěm. Šňůry se používají např. při výrobě žaluzií nebo jako izolační materiál.